# Дебальцево
Деба́льцево (укр. Деба́льцеве) — город в Донецкой области Украины.
С февраля 2015 года находится под контролем контролируемой Россией Донецкой Народной Республики, согласно законодательству Украины является временно оккупированной территорией.
До вооружённого конфликта на востоке Украины являлся одним из крупнейших железнодорожных узлов страны.

## География
Расстояние до Донецка: по автодорогам — 74 км. Расстояние до Киева: по автодорогам — 803 км, по железной дороге — 797 км.
По восточной окраине города проходит граница между Донецкой и Луганской областями.
Город располагается на возвышенности, с которой берут начало многие реки Донбасса.
В южных окрестностях города находится исток реки под названием Булавин (приток Крынки, бассейн Миуса). В северо-восточных окрестностях — исток реки под названием Лозовая (приток Лугани, бассейн Северского Донца). К северу — исток реки под названием Санжаровка (приток Лугани).
К северо-западу — исток реки под названием Скелевая (приток Лугани). На западной окраине — исток реки под названием Карапулька (приток Лугани).

#### Соседние населённые пункты по сторонам света
- Север: Санжаровка (ниже по течению Санжаровки), Новогригоровка.
- Северо-запад: Нижнее Лозовое (ниже по течению Скелевой), Логвиново.
- Северо-восток: Вергулёвка, Комиссаровка (ниже по течению Лозовой), Боржиковка — Луганская область.
- Запад: Коммуна, Калиновка (ниже по течению Карапульки).
- Восток: Чернухино, Круглик, Депрерадовка — Луганская область.
- Юго-запад: Булавино, Савелевка, Грозное.
- Юго-восток: Редкодуб (Бахмутского района), Редкодуб (Шахтёрского района).
- Юг: Ильинка (ниже по течению Булавина).

#### Части города
- Микрорайон «Центральный» занимает центральную часть города. Здесь расположены основные административные учреждения — городской совет и исполнительный комитет, управление внутренних дел, городской узел связи и прочие. Также здесь расположены железнодорожный вокзал, локомотивное депо Дебальцево-Пассажирское (ТЧ-14), пассажирское вагонное депо (ЛВЧД-4)
- Микрорайон «Черёмушки» расположен на западе города. Построен в 70-х годах на осушенных болотах. Состоит из четырёх- и пятиэтажных домов. В микрорайоне находится Дебальцевский колледж транспортной инфраструктуры (ДКТИ), общеобразовательная школа № 4, детский сад № 4, отделение «Центрального республиканского банка». На окраине микрорайона находится отделенческая больница станции Дебальцево.
- Посёлок им. Рязанцева — Народное название — «Рязань». Назван в честь участника Гражданской войны Ф. А. Рязанцева. Расположен на юго-востоке Дебальцева. По его территории проходит автотрасса Знаменка—Луганск—Изварино. Застройка — частный сектор. Здесь расположена общеобразовательная школа № 2. Естественной границей на востоке является балка Солёная.
- Заводской посёлок — один из старейших районов города. Был основан в конце XIX века при механическом заводе. В советское время был облагорожен и благоустроен. Застроен двух- и пятиэтажными зданиями. В Заводском посёлке расположены городская санитарно-эпидемиологическая станция, Центр культуры и досуга (бывший ДК завода), городская пожарная часть, детский сад и стадион «Авангард».
- Посёлок им. Толстого — восточная окраина города. Народное название — «Толстовка». Назван в честь А. Н. Толстого, советского писателя, который в рассказе «Морозная ночь» описал события на станции Дебальцево во время Гражданской войны. Состоит из индивидуальных построек. В этом районе находится Центральная городская больница и Холм Славы.
- Микрорайон «Восточный» — один из самых «молодых» районов города. Застроен типовыми пятиэтажными зданиями. По проекту, в результате расширения должен был слиться с микрорайоном им. 50-летия Победы, но с упадком строительства это не удалось. Здесь находится школа № 1, детский сад, ПТУ. В «Восточном» был реализован пилотный проект отопления — построена электрокотельная.
- Посёлок им. Коняева носит имя участника двух революций Н. Н. Коняева, который 28 декабря 1917 года был застрелен на перроне вокзала ст. Дебальцево. Постройки — частный сектор. Вытянут вдоль железной дороги. Здесь находится городской хлебозавод, а также ПЧ-5.
- Микрорайон им. 50-летия Победы — район смешанной застройки. Многоэтажные постройки на севере района переходят в частный сектор. Северо-восточная оконечность Дебальцева. Тесно связан с расположенными рядом предприятиями железной дороги. Здесь находятся общеобразовательная школа № 6, детский сад, военизированная охрана Донецкой железной дороги. Остановочный пункт «I площадка».
- Микрорайон «Фестивальный» расположен на севере города. Застроен многоэтажками. Молодой район Дебальцева. Здесь расположено множество предприятий железной дороги (вагонное депо сортировочное, асфальтовый завод, ПМС-9, метеорологическая станция, спорткомплекс «Мы», остановочный пункт «Колёсный» и «Метеорологический»).
- Посёлок «8 Марта» — прилегающий к железной дороге посёлок. Один из наиболее отдалённых от центра районов. Северная окраина города. Частный сектор. Здесь находится школа № 7, детский сад, КРМЗ.
- Посёлок Октябрьский — северо-восточная окраина города. Наиболее отдалённый от центра район. Ограничивается железнодорожными ветками на Чернухино и Луганск, а также автотрассой. Здесь находится локомотивное депо Дебальцево-Сортировочное (ТЧ-10). Остановочный пункт «II площадка».

### Климат
| Показатель                    | Янв. | Фев. | Март | Апр. | Май  | Июнь | Июль | Авг. | Сен. | Окт. | Нояб. | Дек. | Год  |
| ----------------------------- | ---- | ---- | ---- | ---- | ---- | ---- | ---- | ---- | ---- | ---- | ----- | ---- | ---- |
| Средний суточный максимум, °C | −4   | −3,3 | 1,9  | 13,1 | 20,4 | 24,2 | 26,4 | 25,5 | 19,9 | 11,1 | 3,6   | −1,4 | 11,4 |
| Средняя температура, °C       | −7   | −6,5 | −1,5 | 8,0  | 15,0 | 18,8 | 20,9 | 19,9 | 14,3 | 6,6  | 0,7   | −3,9 | 7,1  |
| Средний суточный минимум, °C  | −9,8 | −9,3 | −4,5 | 3,6  | 9,8  | 13,7 | 15,6 | 14,7 | 9,7  | 3,1  | −1,8  | −6,4 | 3,2  |
| Норма осадков, мм             | 47,2 | 38,8 | 34,5 | 40,8 | 43,8 | 61,5 | 57,6 | 48,3 | 31,2 | 43,7 | 44,6  | 52,1 | 545  |
| Источник: World Climate       |      |      |      |      |      |      |      |      |      |      |       |      |      |

## История

### Дореволюционный период
Город Дебальцево основан в 1878 году как железнодорожная станция в связи со строительством Екатерининской железной дороги. Но эта станция, хоть и была на то время хорошо оснащённой, имела ряд недостатков: не хватало служебных помещений, негде было разместить ревизоров, а под железнодорожную больницу отвели комнату с восемью койками в квартире единственного фельдшера. 1 декабря 1878 года началось регулярное движение поездов на Донецкой каменноугольной магистрали. Её строили безземельные крестьяне и бедняки из окрестных посёлков. К 1897 году в посёлке станции проживало 2048 человек. C 25 по 27 ноября 1898 года длилась первая забастовка, не работали 60 стрелочников станции, требовали сократить дежурства, длившиеся по 16 часов.
Название связано с прилегающим селом Ильинкой, которое в XIX веке было даровано статскому советнику из Воронежа Илье Николаевичу Дебольцову за участие в подавлении восстания декабристов. Спустя некоторое время Ильинка получила своё второе неофициальное имя — Дебольцовка. Именно так она была указана на топографических картах XIX века, и станция, которую основали на северных границах имения Дебольцова, получила название Дебальцево.
В 1894 году поблизости от станции построен механический завод, который выпускал строительные фермы, пролёты железнодорожных мостов, вагонетки для узкоколеек. 1 мая 1899 года разразилась первая стачка на механическом заводе. Бастующие требовали сократить рабочий день с 10 часов 30 минут до 10 часов, объявить 1 мая нерабочим днём, покончить с произволом мастеров и улучшить жилищно-бытовые условия. Дав согласие, администрация не выполнила своих обещаний, поэтому 3 мая рабочие оставили цеха на полчаса раньше. Опираясь на поддержку местных властей и полиции, предприниматели подавили забастовку, полностью отвергнув требования рабочих. Накануне революции 1905 года была создана социал-демократическая группа, в которую вошли слесари Т. Е. Батыщенко, А. И. Ващаев, А. Ф. Свистунов, С. П. Федосеев, машинисты паровоза Г. Г. Ларкин, Л. Г. Мартыненко. Трудящиеся Дебальцева принимали активное участие в первой русской революции.
В начале февраля 1905 года в знак протеста против разгона мирного шествия петербургских рабочих рабочие механического завода на несколько дней прекратили работу. 1 мая они вместе с железнодорожниками устроили в лесу маёвку.
В 1905—1908 годах сооружены товарная станция, два депо, расширены вагонные мастерские. В 1911 году население Дебальцева составило 20 тысяч человек. Работали две небольшие больницы, амбулатория, церковно-приходская, земская и железнодорожная школы.

### 1917—1941
После Февральской революции 1917 посёлок получил статус города (численность гласных городской думы установили в 26 человек). Во время Гражданской войны город неоднократно переходил из рук в руки. В разные периоды в Дебальцеве находились и донские казаки, и войска Деникина и Красная армия.
Гражданская война
Через две недели после Октябрьского переворота в Петрограде Центральная рада Украинской Народной Республики утвердила III Универсал, которым включила в состав УНР Слободскую Украину и Новороссию (бывшие земли Войска Запорожского), в том числе Екатеринославскую губернию. Зимой 1917—1918 гг. Дебальцево стало ареной ожесточённой борьбы красных и белых войск. 28 декабря 1917 г. донскими казаками партизанского отряда есаула В. М. Чернецова при налёте на станцию был зверски убит (прибит штыками к вагону) Николай Николаевич Коняев, командир Дебальцевского отряда Красной гвардии. Коняев не был единственной жертвой налёта чернецовцев. Согласно воспоминаниям В. А. Антонова-Овсеенко, на станции Дебальцево всего было расстреляно 13 красногвардейцев и советских работников. Позднее события в Дебальцеве описал в 1928 году в рассказе «Морозная ночь» писатель А. Н. Толстой. Согласно художественному тексту, на станции было убито (зарублено шашками) 20 человек, также Чернецовым были взяты заложники.
Фактическая власть Украины на данной территории установилась только во время правления гетмана Скоропадского, с апреля по декабрь 1918 года, когда Донбасс был оккупирован австро-немецкими войсками.
В 1919 году наступление на Дебальцево совершил бронепоезд «Власть Советам!» под командованием Л. Н. Мокиевской-Зубок. Во время боя за станцию она погибла. Вскоре Дебальцево заняли войска Деникина. Участник боев пишет в мемуарах:

Наконец на фронт Донбасса начали прибывать долгожданные эшелоны Кубанской конницы генерала Шкуро. Полные ряды в сотнях, многочислен ные пулеметы на тачанках, бодрые кони, — все это не походило на поредевшие ряды рот Офицерского Марковского полка и утомленных бойцов. Первое наступление Кубанской конницы на район Дебальцево было отбито огнем советских бронепоездов, и конница Шкуро понесла большие потери, но через несколько суток конница обошла группу красных бронепоездов и полностью разгромила тыл советского фронта. На фронте стало после этого тихо... Наступал перелом. Снова начались разгово ры о походе на Москву.

К концу 1919 года в Дебальцеве была установлена советская власть.
Между войнами
В 1921 году Дебальцево получил статус уездного города Бахмутского (позже — Артёмовского уезда) Донецкой губернии Украинской ССР. В 1921 году среди трудящихся — 65,9 % было занято на транспорте (железнодорожная станция и мастерские), 2,8 % — рабочие, 15,7 % — служащие. В 1925 году произошла реконструкция механического завода (Дебальцевский машиностроительный завод), в ассортименте которого появилось доменное и прокатное оборудование. Статус города посёлок получил 27 октября 1938 года. К 1939 году появились водопровод, электричество, были построены Дворец культуры железнодорожников на 1200 мест, стадион, открылся филиал Харьковского железнодорожного института.

### Великая Отечественная война
Немецкое наступление
Бои на Дебальцевском направлении начались в начале декабря 1941 года. Наступление в районе города вела 52-я итальянская дивизия «Торино» и 4-й армейский корпус. Противнику на этом направлении противостояли части Красной армии в составе 71-й бригады войск НКВД (95-й пограничный полк; 172-й, 175-й и 176-й стрелковые полки), 74-я стрелковой дивизии (комдив — генерал Фёдор Ефимович Шердин) — 78-й, 109-й и 306-й стрелковые полки и 176-й стрелковой дивизии в составе 404-го и 591-го полков (командир — генерал-майор Марцинкевич Владимир Николаевич).
Наступление началось 2 декабря к реке Лугань, одновременно итальянская дивизия начала наступать на Ворошиловград. Наиболее ожесточённые бои продолжались с 8 по 15 декабря. Красная армия нанесла противнику ощутимые потери. В дневном бою 8 декабря 1941 года в районе станции Боржиковка части Марцинкевича уничтожили 428 немцев (из них 3 офицера), захватили 2 пушки калибра 75 мм, 1 миномёт, 1 станковый пулемёт, 15 винтовок, 7 автоматов, 1 рацию, 50 ящиков мин, 5 ящиков патронов, штабную машину с документами. В течение суток 10 декабря 1941 года итальянская дивизия «Торино» силами двух полков непрерывно атаковала позиции 1 мотострелкового батальона, который за сутки отбил 9 атак противника и сам дважды переходил в контратаку.
Германские войска стремились любой ценой, как можно быстрее завершить оккупацию Донбасса. Германии были необходимы крупнейшие предприятия этого края, его природные богатства.
15 декабря, после многократных налётов авиации, при поддержке свежих пехотных и моторизованных частей противник потеснил позиции 74-й стрелковой дивизии и полностью оккупировал Дебальцево. Но отдельные очаги сопротивления в городе не стихали до 22 декабря, когда бойцы 74-й дивизии, 95 полка НКВД и отдельных частей 71-й бригады стремительной атакой ворвались в Дебальцево и освободили город. Противник понёс большие потери в личном составе, были захвачены штабные документы 117-го пехотного полка, его знамя, журнал боевых действий и учёта личного состава, ордена Железного креста, предназначенные для поддержания боевого духа оккупантов.
Но противник никак не мог смириться с потерей важного железнодорожного узла и, подтянув свежие резервы, с 23 по 26 декабря непрерывно атаковал советские части, не успевшие хорошо укрепиться в городе. 4 декабря группа автоматчиков во главе с младшим лейтенантом Зубковым ликвидировала пять очагов сопротивления. Вместе с группой пограничников гранатами они уничтожили несколько засад врага. В этом бою Зубков был дважды ранен. На следующий день противник ввёл в бой свежие силы в количестве до четырёх батальонов, потеснил третий батальон и окружил второй. Советские бойцы держались за каждое каменное здание. На протяжении всего дня в каменной постройке хлебозавода советский пулемётчик меткими очередями из «Максима» прикрывал отход своих товарищей по оружию. Фашисты были вынуждены открыть по зданию артиллерийский огонь и только к вечеру, когда отважный пулемётчик был дважды ранен, он оставил поле боя.
Ожесточённые бои происходили в районе военного городка на первой площадке. Группа бойцов из 22 человек под командованием Михаила Васильевича Кононенко заняла оборону в двухэтажном каменном здании, превратив его в неприступную крепость, сдерживая на протяжении суток атаки две роты противника. Пользуясь прочностью здания, красноармейцы метким огнём, укрываясь за каменными стенами, нанесли противнику значительные потери. Нацисты, подтянув два орудия, открыли огонь прямой наводкой и им удалось, не досчитавшись двух расчётов, занять первый этаж. Тогда лейтенант со своими бойцами закрепился на втором этаже здания и оттуда гранатами и прицельным огнём продолжал разить врага. Немцы подожгли здание, однако ещё в течение шести часов, пока языки пламени не достали второго этажа, красноармейцы продолжали сражаться. Воспользовавшись наступлением темноты, бойцы, связав ремни, верёвки, спустились на землю и под покровом ночи осторожно стали пробираться к своим. Рядом неожиданно взорвалась мина, и М. Кононенко был ранен осколком в бедро, но бойцы вынесли командира с поля боя, благополучно добравшись в расположение своей части. Подобная ситуация произошла с группой бойцов лейтенанта Богуцкого из 591-го полка 176-й стрелковой дивизии, которые закрепились в двухэтажном здании и, проявив исключительную отвагу и смелость, отражали контратаки врага. Фашисты окружили советских бойцов и после того, как они отказались сдаться в плен, начали бить по зданию из орудий. Здание загорелось, боеприпасы были на исходе. Красноармейцы выскочили из горящего дома и бросились на врага в рукопашную, пробившись к своим частям. В этом бою лейтенант Богуцкий был дважды ранен.
На территории военного городка, остатки развалин которого сохранились до нашего времени, происходили самые ожесточённые бои.
26 декабря бойцы получили приказ командира 74-й стрелковой дивизии оставить город и воины 71-й бригады покинули Дебальцево, закрепив оборону на высоте 326,6 м, недалеко от посёлка Толстовка. Здесь 95-й полк НКВД находился до 1 марта 1942 года.
Бои на линии фронта, проходившей через восточную границу города Дебальцево, не прекращались и в начале января 1942 года. 176-я стрелковая дивизия, перейдя в наступление, овладела Комиссаровкой и посёлком Октябрьским. Опять в городе вспыхнули уличные бои, разгорелась снайперская война. Вновь советские части были вынуждены отступить, закрепившись по восточной границе города на господствующих высотах лесной балке. Здесь линия фронта стабилизировалась до лета 1942 года. Подтверждением того, что зимой 1941—1942 года на территории города велись кровопролитные бои, свидетельствуют боевые истории некоторых красноармейцев, которые были награждены орденами и медалями за   бои в районе города Дебальцево.
Период оккупации
В феврале 1943 года был организован рейд в глубокий тыл противника силами 8-го кавалерийского корпуса в район железнодорожного узла Дебальцево. Наиболее успешно действовали 112-я Башкирская кавалерийская дивизия (16-я гвардейская кавалерийская дивизия) и 55-я кавалерийская дивизия 8 кавалерийского корпуса (7-го гвардейского кавалерийского корпуса).
Освобождение
3 сентября 1943 года освобождён от германских войск советскими войсками Южного фронта в ходе Донбасской операции:
- 51-й армии в составе: 346-й стрелковой дивизии (генерал-майор Станкевский, Дмитрий Иванович) и 54-го стрелкового корпуса (генерал-майор Коломиец, Трофим Калинович); часть сил 11-й истребительно-противотанковой артиллерийской бригады (полковник Степащенко, Фёдор Георгиевич)[5].

Войскам, участвовавшим в освобождении Донбасса, в ходе которого они овладели Дебальцевом и другими городами, приказом Верховного Главнокомандующего Иосифа Сталина от 8 сентября 1943 года объявлена благодарность, и в столице СССР городе Москве дан салют двадцатью артиллерийскими залпами из 224 орудий.
Приказом Верховного Главнокомандующего в ознаменование одержанной победы 346-й стрелковой дивизии (генерал-майор Станкевский, Дмитрий Иванович), отличившейся в боях за освобождение города Дебальцево, присвоено наименование «Дебальцевской».

### Послевоенный период
В годы первых пятилеток железнодорожный узел и машиностроительный завод подверглись реконструкции. Завод стал выпускать сталеразливочные ковши, шлаковозы, чугуновозы, затворы доменных печей.
В 1970-х годах построены новые многоэтажные микрорайоны «Черёмушки» (на северо-востоке города), имени 30-летия Победы и «Восточный», в 1980-х годах был построен микрорайон «Фестивальный».

### XXI век
2014 году город попал в зону вооружённого конфликта и некоторое время находился под контролем непризнанной ДНР. 24 июля 2014 года появились первые разрушения — в результате обстрела в городе сгорел Центральный рынок, поблизости был разрушен частный дом. 25 июля формирования ДНР контратаковали украинские части в районе города. 26 июля силы ДНР обвинили ВСУ в обстреле города из установок «Град», наступление велось со стороны Светлодарска. 28 июля в Дебальцеве имели место бои между формированиями ДНР и украинской армией. 29 июля украинским войскам удалось полностью захватить и удерживать город несколько месяцев.
23 января 2015 года формирования ДНР, при участии контрактников без опознавательных знаков из России, начали наступление на город. Силы ДНР поставили целью наступления окружение украинских военных в Дебальцеве. После начала обстрелов город остался без электричества, отопления и связи. Местные жители долгое время вынуждены были скрываться в бомбоубежищах. Ещё до решающего штурма в городе уже не работали коммунальные службы.
9 февраля город был полностью окружён формированиями ЛНР и ДНР. 12 февраля 2015 года были подписаны Минские соглашения и объявлено перемирие с 15 февраля. Однако самопровозглашённые республики вопреки существующим соглашениям объявили Дебальцево «внутренним районом» и продолжили наступление. 16 февраля формирования ДНР и ЛНР вошли в город и завязали уличные бои с украинской армией, полностью заняв населённый пункт через два дня. Украинские войска перед отступлением уничтожили железнодорожный узел «Дебальцево». 18 февраля 2015 года власти самопровозглашённой ДНР объявили об установлении контроля над городом, назначен глава администрации города Александр Афендиков, 19 февраля начались восстановительные работы.
В ходе боёв в районе Дебальцева город подвергся значительным разрушениям. По данным назначенного ДНР мэра Александра Григорьевича Афендикова, город был уничтожен на 80 %.
28 марта 2015 года заработал поезд № 6603 Ясиноватая — Луганск через Енакиево и Дебальцево, ввиду того, что контактная сеть разрушена, поезд — на тепловозной тяге.

## Население

### Численность населения
Количество на начало года.
| Год  | Количество жителей | С пригородами |
| ---- | ------------------ | ------------- |
| 1897 | 2048               |               |
| 1923 | 9586               |               |
| 1926 | 13100              |               |
| 1939 | 34202              |               |
| 1956 | 32500              |               |
| 1959 | 33847              |               |
| 1964 | 35000              |               |
| 1970 | 35366              | 44892         |
| 1979 | 33871              | 54023         |
| 1989 | 35511              | 57400         |
| 1992 | 35500              | 58300         |
| 1994 | 35000              |               |
| 1998 | 32800              | 56400         |
| 2002 | 30246              | 52214         |
| 2003 | 29100              | 51247         |
| 2004 | 29089              | 50643         |
| 2005 | 28644              | 50025         |
| 2006 | 28160              | 49299         |
| 2007 | 27608              | 48503         |
| 2008 | 27192              | 47805         |
| 2009 | 26796              | 47349         |
| 2010 | 26478              | 46907         |
| 2011 | 26255              | 46674         |
| 2012 | 26026              | 46302         |
| 2013 | 25774              | 45983         |
| 2014 | 25525              | 45679         |
| 2015 | 25184              | 45178         |
| 2016 | 25017              |               |
| 2017 | 24971              |               |
| 2018 | 24758              |               |
| 2019 | 24583              |               |
| 2020 | 24438              |               |
| 2021 | 24316              |               |

Украинский язык, согласно переписи, в быту использует 21,54 % населения.
Рождаемость — 7,5 на 1000 человек, смертность — 17,1; естественная убыль — 9,6; сальдо миграции отрицательное (-2,2 на 1000 человек).

### Национальный состав
Данные переписи населения 2001 года.
| N | Национальность | Количество (чел.) | Уд. вес (%) |
| - | -------------- | ----------------- | ----------- |
| 1 | Украинцы       | 34 423            | 64,45       |
| 2 | Русские        | 17 395            | 32,57       |
| 3 | Белорусы       | 400               | 0,75        |
| 4 | Цыгане         | 144               | 0,27        |
|   | Всего          | 53 412            | 100,00      |

## Экономика
- В городе расположены железнодорожные станции Дебальцево и Дебальцево-Сортировочная
- Через город проходят международные автодороги М-03[укр.] (Киев — Харьков — КПП «Довжанский» … Ростов-на-Дону) и М-04[укр.] (Знаменка — Донецк — Луганск — КПП «Изварино» … Волгоград).
- Машиностроение (Дебальцевский завод по ремонту металлургического оборудования в дальнейшем переименован в Дебальцевский завод металлургического машиностроения)
- КРМЗ (Колійно-ремонтний механічний завод)
- Мироновский завод железобетонных конструкций[уточнить]
- Дебальцевский завод строительных материалов
- Фабрика по изготовлению топливораздаточных колонок
- Хлебозавод (Мироновский)[уточнить]
- Углегорская ТЭС[уточнить] и Мироновская ТЭС[уточнить]

Объём промышленного производства — 660 млн гривен (на 1 жителя — 13 028 грн). Индекс промышленной продукции — 30,1 % в 2003 году к 1990 году. Выбросы вредных веществ в 2003 году в атмосферный воздух от источников загрязнения города — 117,8 тысячи тонн.

### Финансы
Бюджет в 1976 году — 4053 тысячи рублей, в том числе на здравоохранение — 1759 тысяч рублей, на жилищно-коммунальное хозяйство — 377 тысяч рублей, на образование — 1748 тысяч рублей, на культурные мероприятия — 69 тысяч рублей.
Экспорт товаров в 2003 году — 185 тысяч долларов США. Объём произведённых услуг в 2003 году — 71,8 миллиона гривен. Коэффициент безработицы — 5,6 %. Среднемесячная зарплата в 2003 году — 682 гривны.
Бюджет в 2010 году составил 97 947,596 тысячи гривен. Доход бюджета города в 2004 году составил 18 626,6 тысячи гривен, из них перечислено в государственный бюджет Украины 4061 тысяча гривен.

## Достопримечательности
- Железнодорожный вокзал железнодорожной станции Дебальцево.
- Вагонное депо.
- Дворец культуры железнодорожников (ДКЖД), ранее — Дом науки и техники вагонного депо (ул. Калинина).
- Спортивный комплекс «Локомотив» (полностью разрушен и был снесён).
- Городской центр культуры и отдыха (ул. Заводская).
- Клуб «Строитель» (ул. Космонавтов).
- Дом культуры (посёлок городского типа Мироновский, ул. Ленина).
- Железнодорожный вокзал (памятник архитектуры XIX века).
- Памятник воинам-интернационалистам (ул. Советская).
- Памятник воинам-освободителям от немецко-фашистских захватчиков (Центральная площадь).
- Памятник героям, погибшим в Великой Отечественной войне (пос. Заводской).
- Памятник героине Гражданской войны Л. Г. Мокиевской-Зубок, командиру бронепоезда № 3 «Власть Советам!»

## Социальная сфера
- 2 больницы
  - на 465 коек,
  - 100 врачей,
  - 360 медработников,
- 7 детских садов,
- 7 общеобразовательных школ,
- 2 дворца культуры:
  - «ДК Железнодорожников» и
  - «имени 40-летия ВЛКСМ»,
- музыкальная школа,
- 1 стадион,
- дворец спорта «Локомотив»,
- спорткомплекс «Мы»,
- Спортивная детско-юношеская школа (ДЮСШ),
- 20 библиотек,
- краеведческий музей (с 1966 года),
- дом пионеров,
- станция юных техников (СЮТ).